# Червяное (озеро)
Червяное — озеро на границе Каменского муниципального округа Свердловской области и Каслинского района Челябинской области России.

## Географическое положение
Озеро Червяное расположено в Каменском муниципальном округе Свердловской области и Каслинском районе Челябинской области, в 10,5 километрах к югу от деревни Рыбниковское. Озеро площадью 6,2 км² (по иным данным — 5,52 км²), уровень воды — 181,4 метра. На южном берегу озера — деревня Москвина.

## Описание
Непроточное озеро, с солоноватой водой. В озере вводится карп, карась, гольян, сырок, гнездится водоплавающая птица.